# Certificado de defunción

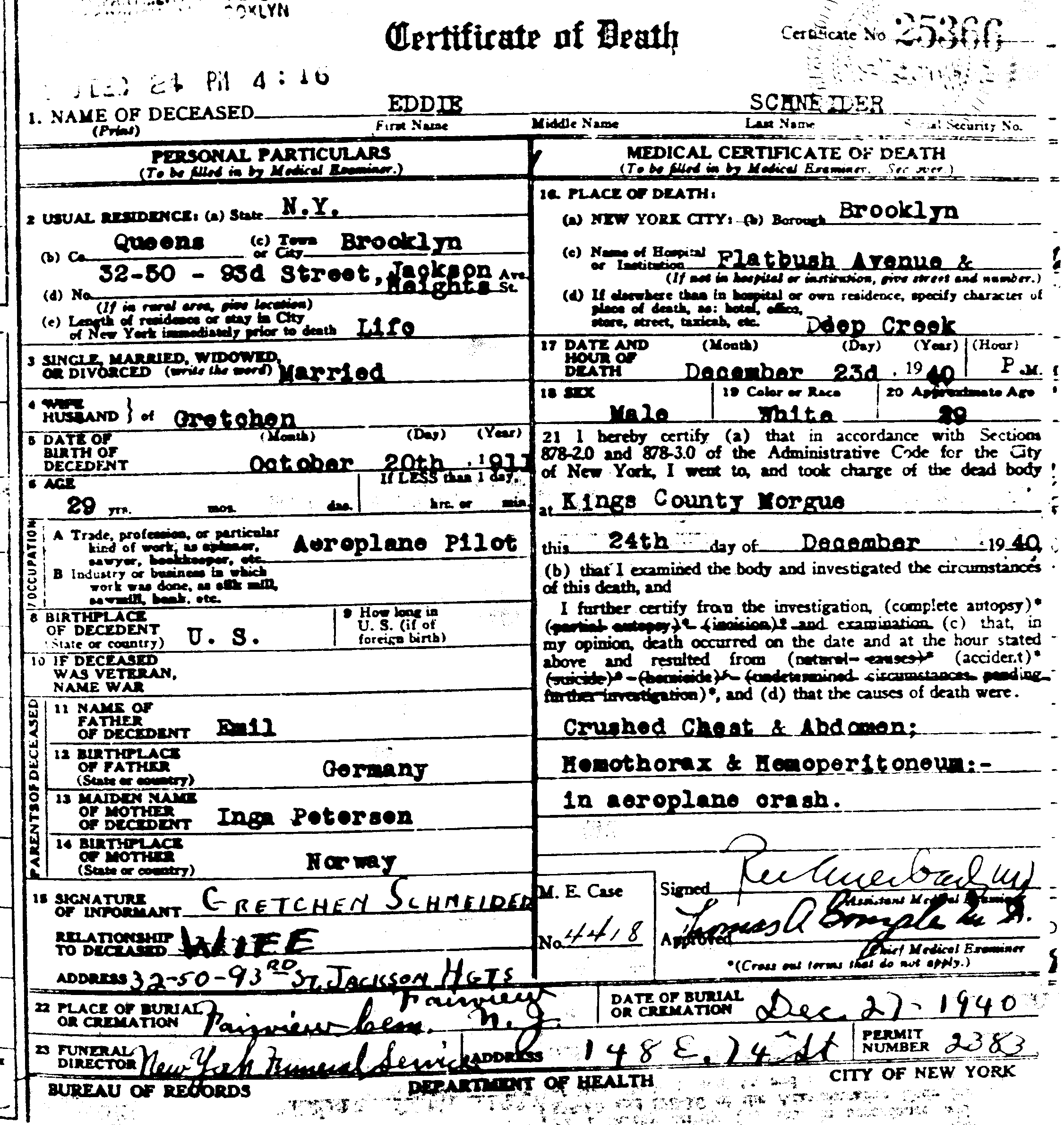
Certificado de defunción de Eddie August Schneider (1911-1940), expedido en Nueva York.

Un certificado de defunción es un documento legal emitido por un médico que indica cuándo murió una persona, o un documento emitido por una oficina de registro civil gubernamental, que declara la fecha, el lugar y la causa de la muerte de una persona, tal como se inscribe en un registro oficial de fallecimientos.
Por lo general, se requiere presentar un certificado de defunción oficial al solicitar la herencia o la administración del patrimonio de un fallecido. También se los busca para investigaciones genealógicas. Por lo general, se exigiría a la oficina de registro gubernamental que proporcione detalles de las defunciones, sin presentar un certificado de defunción, para permitir que las agencias gubernamentales actualicen sus registros, como registros electorales, beneficios gubernamentales pagados, registros de pasaportes, transferencias de herencia, etc.

## Naturaleza

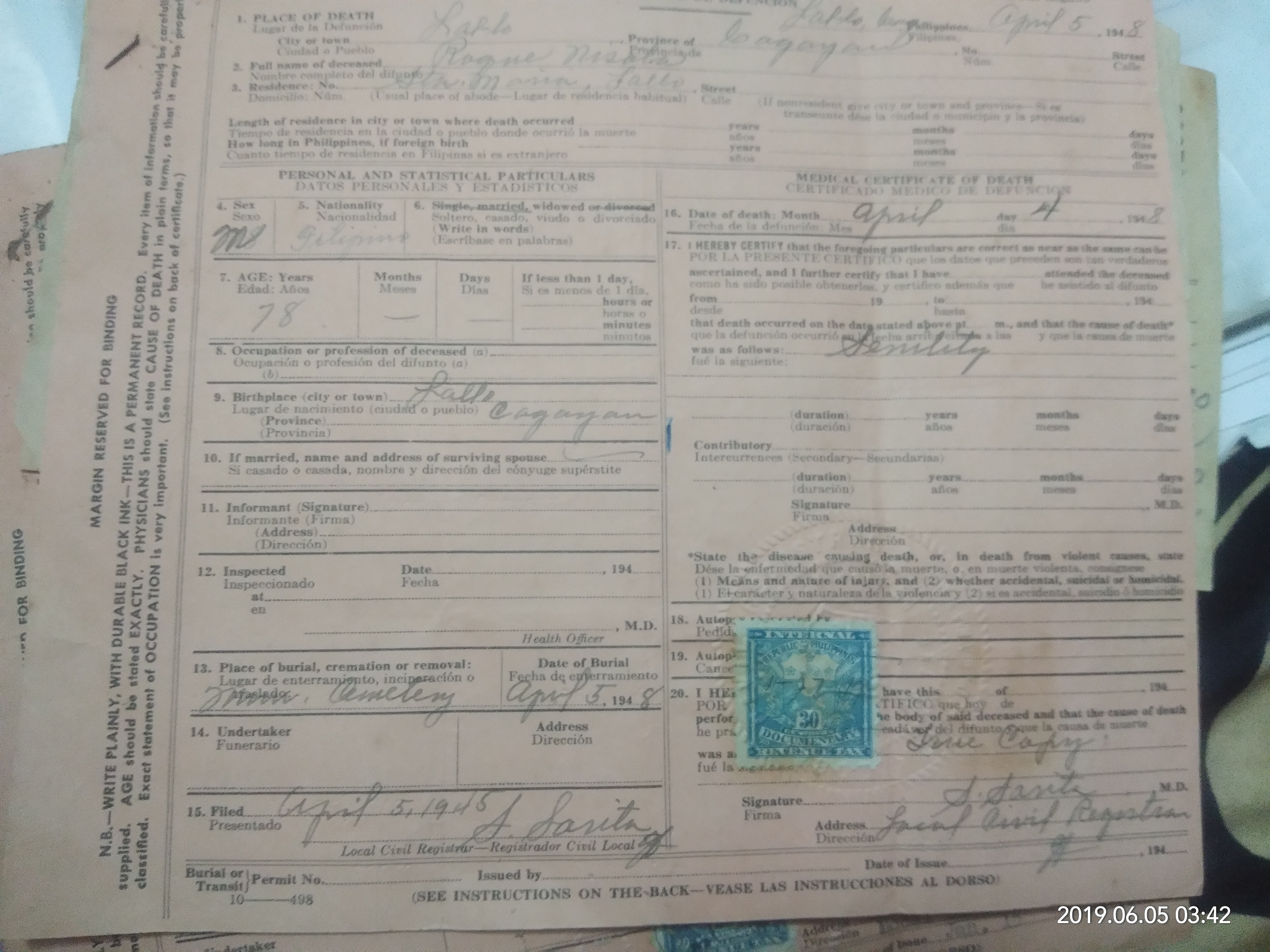
Certificado de defunción Rev. 1945 emitido el 5 de abril de 1948 en Filipinas

Antes de emitir un certificado de defunción, las autoridades suelen exigir un certificado a un profesional médico o forense para validar la causa de muerte y la identidad del fallecido. En los casos en los que no está completamente claro que una persona está muerta (generalmente en casos en que su cuerpo está siendo sostenido por soporte vital), se suele llamar a un neurólogo para declarar la calidad de muerte cerebral y completar la documentación correspondiente. El hecho de que un médico no presente inmediatamente el formulario requerido al gobierno (para activar la emisión del certificado de defunción) es a menudo un delito y causa de pérdida de la licencia para ejercer. Esto se debe a casos en los que personas fallecidas continuaron recibiendo beneficios públicos o votando en las elecciones.
Una explicación completa de la causa de la muerte debería incluir cualquier otra enfermedad y trastorno que la persona tuviera en el momento de la muerte, aunque no hayan causado la muerte directamente. De todos modos, los certificados de defunción sólo permiten considerar una única causa fundamental como la causa de muerte. La causa inmediata de la muerte es complicación de la causa fundamental, por ejemplo, en caso de un traumatismo abdominal cerrado con resultado de muerte tres días después por peritonitis, la causa fundamental es el traumatismo abdominal y la peritonitis la causa inmediata. También pueden reconocerse causas intermedias, que son los trastornos producidos por la causa fundamental y de la que resultará la inmediata u otra causa intermedia. El modelo internacional permite una causa inmediata, dos intermedias y una fundamental que se expresarán en orden inverso al cronológico.
La causa de la muerte, combinada con la información de la ocupación y la industria, se utiliza con fines de investigación de salud pública:
- Detectar nuevas enfermedades o lesiones que ocurren en relación con industrias u ocupaciones específicas.
- Monitorear las asociaciones conocidas entre los riesgos laborales y las enfermedades (por ejemplo, la enfermedad del pulmón negro, que alguna vez se pensó que estaba en declive en la industria del carbón, resurgió en 2019).
- Calcular la carga de enfermedad para industrias u ocupaciones específicas para priorizar la investigación.
- Orientar los esfuerzos de prevención y una investigación más profunda sobre los vínculos entre trabajo y salud.

## Historia
Históricamente, en Europa y América del Norte, las iglesias locales llevaban registros de defunción, junto con registros de bautismo y matrimonio. En 1639, la Colonia de la Bahía de Massachusetts fue la primera en que se determinó que fueran tribunales seculares quienes mantuvieran estos registros. A finales del siglo XIX, los países europeos estaban adoptando sistemas centralizados para registrar las muertes.
En los Estados Unidos, se desarrolló un modelo estándar de certificado de defunción alrededor de 1910.

## Jurisdicciones específicas

### Reino Unido

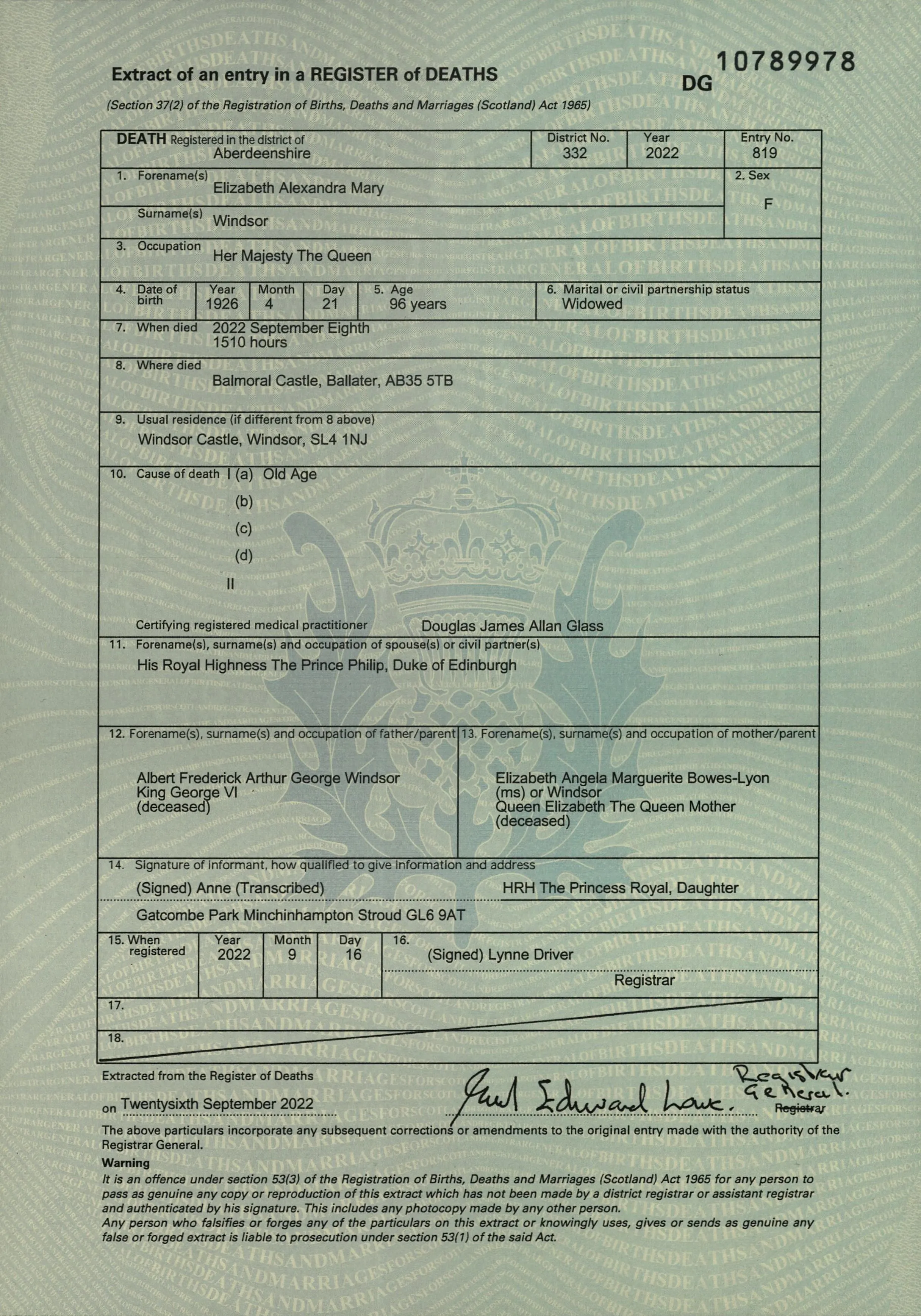
Certificado de defunción emitido para Isabel II en Escocia

Cuando alguien muere en Inglaterra y Gales, un médico involucrado en su atención completa un "certificado médico de causa de muerte", que l uego se envía a la oficina de registro para registrar el fallecimiento de la persona. La Oficina de Registro General, que es una sección de la Oficina de Pasaportes de Su Majestad, es responsable de los servicios de registro civil en Inglaterra y Gales.
En Escocia, el registro nacional comenzó en 1855; los registros son bastante más detallados.

### Estados Unidos
En la mayor parte de los Estados Unidos, los certificados de defunción se consideran documentos de dominio público y, por lo tanto, pueden obtenerse para cualquier individuo independientemente de la relación del solicitante con el fallecido. Otras jurisdicciones restringen a quién se emiten los certificados de defunción. Por ejemplo, en el Estado de Nueva York, sólo los parientes cercanos pueden obtener un certificado de defunción, incluido el cónyuge, padre, hijo o hermano del fallecido, y otras personas que tengan un derecho o reclamo legal documentado, una necesidad médica documentada o una orden judicial del estado.